# Beaufortia szechuanensis
Beaufortia szechuanensis är en fiskart som först beskrevs av Fang, 1930.  Beaufortia szechuanensis ingår i släktet Beaufortia och familjen grönlingsfiskar. Inga underarter finns listade.